# Німецько-фінські відносини
Німецько-фінські відносини — двосторонні відносини між Німеччиною та Фінляндією. Обидві держави на сьогодні є членами ОБСЄ, Ради Європи, Європейського Союзу та єврозони, учасниками Шенгенської угоди, а також (з 4 квітня 2023 року) НАТО.
Німеччина має посольство у Гельсінкі, а також консульства у містах Йоенсуу, Ювяскюля, Лаппеенранта, Марієгамн, Оулу, Раума, Тампере, Турку і Вааса.
Фінляндія має посольство у Берліні, генеральне консульство у Гамбурзі, а також консульства в містах Бремен, Дрезден, Франкфурт-на-Майні, Ганновер, Кіль, Любек, Мюнхен, Росток і Штутгарт.

## Історія
Історичні відносини між німцями та фінами сягають часів Ганзейської унії, чия сфера впливу у середні віки поширювалась аж до узбережжя Фінської затоки. У XVI ст. ідеї Реформації Мартіна Лютера проникли на територію Фінляндії, яка у той час перебувала у складі Швеції, що, природно, призвело до жвавого обміну з протестантськими німецькими князівствами.  
4 січня 1918 року Німецька імперія визнала молоду Фінську Державу. У часи громадянської війни у Фінляндії, Німеччина відіграла ключову роль, тренуючи фінських єгерів та підтримуючи білих фінів. У квітні 1918 року німецька армія завдала поразки військам Фінської Соціалістичної Робітничої Республіки у вирішальному бою, захопивши Гельсінкі.
Перед початком Другої світової війни Союз Радянських Соціалістичних Республік і нацистська Німеччина уклали таємну угоду про ненапад між Німеччиною та СРСР, одним з наслідків якої стало вторгнення Радянського Союзу у Фінляндію. З початком Другої світової війни Третій Рейх і Фінляндія воювали разом проти СРСР у так званій «Війні-продовження». Після укладання Московського перемир'я 19 вересня 1944 року Фінляндія і СРСР воювали разом проти німецької армії у Лапландській війні.
У липні 1972 році Фінляндія встановила дипломатичні відносини із Німецькою Демократичною Республікою (НДР), а у січні 1973 року із Федеративною Республікою Німеччина (ФРГ).
2023 року Німеччина схвалила вступ Фінляндії до НАТО. 4 квітня 2023 року Фінляндія офіційно приєдналась до альянсу, ставши 31 державою-учасником.